# Marin Jurić Čivro
Marin Jurić Čivro (Virovitica, 5. ožujka 1995.) je hrvatski glazbenik. Nastupio je u prvoj sezoni The Voice Hrvatska i stigao do finala gdje je završio među zadnja 4 kandidata.
Krajem 2020. godine objavio je debitantski album "Pjesme za tebe". 
Na Dori je nastupio 2020. godine s pjesmom "Naivno" te će nastupiti na Dori 2025. s pjesmom "Gorjelo je". 